# Parc national du Pantanal Matogrossense
Le parc national du Pantanal Matogrossense est un parc national brésilien situé au sud-ouest de l'État du Mato Grosso. Avec ses 136 028 hectares de superficie, il a pour objectif de protéger et de préserver les écosystèmes du Pantanal. Le parc est également reconnu au titre de site Ramsar depuis 1993.

## Géographie

### Relief
Le Pantanal est une vaste cuvette d'accumulation. Les eaux peuvent s'y accumuler sur une énorme superfície et s'évacuent avec lenteur, sa topographie étant très plane. Il est de ce fait fréquemment sujet à d'importantes inondations. Le réseau de drainage s'articule autour du río Paraguay ou Paraguai.

### Climat
Le climat du Pantanal est tropical humide et sec. La température moyenne oscille entre 23° et 25 °C. Les précipitations annuelles moyennes sont de l'ordre de 1 000 millimètres. Le régime des pluies est tropical et présente une saison sèche, de mai à septembre, et une saison des pluies, d'octobre à avril. Les mois de décembre et de février (été austral) sont les mois les plus pluvieux.

### Flore
C'est une zone de contact entre les régions phytoécologiques de savane (le Cerrado brésilien) et de la forêt semidéciduale. On classifie sa couverture végétale en Savane graminéo-ligneuse ou savane arborée, forêt semidéciduale alluviale et forêt semidéciduale des terres basses.

### Faune

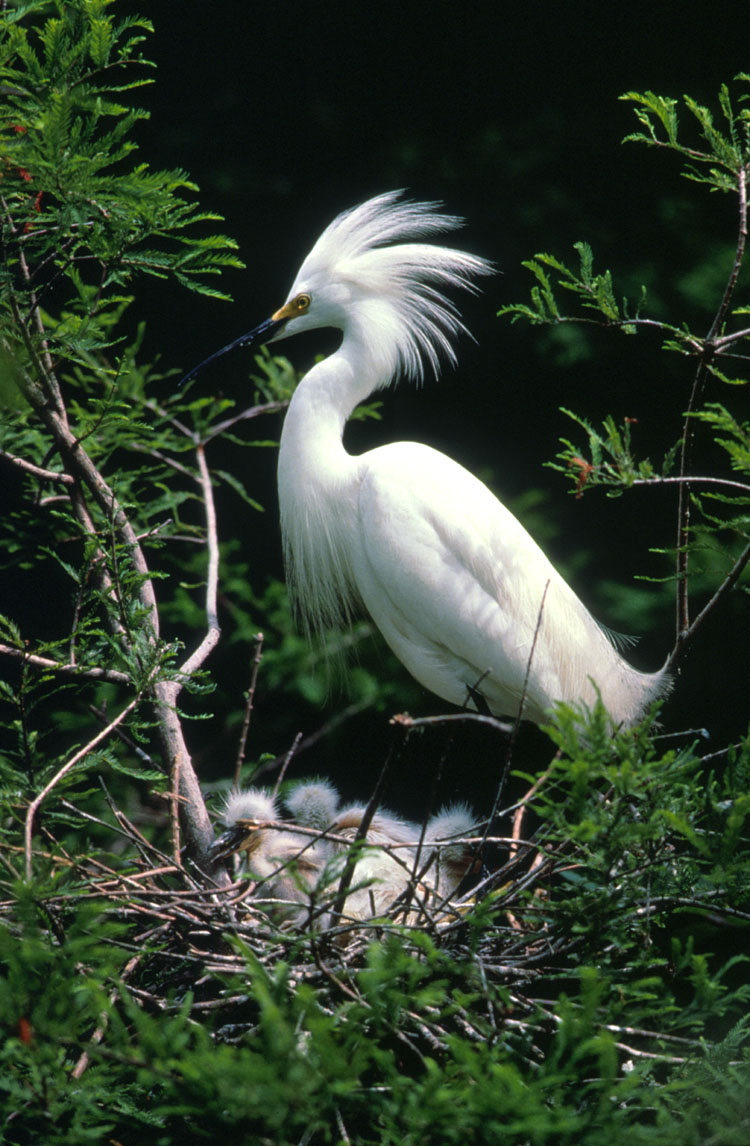
Une aigrette neigeuse

Gorgé d'eau et de soleil, le Pantanal du Mato Grosso est un des écosystèmes les plus productifs de la planète. Les conditions du milieu ont favorisé le développement d'une grande variété de faune. On peut y remarquer des espèces de mammifères comme les capivara, cerf du Pantanal, jaguar, loutre géante, agouti ou cutia et reptiliennes (vipères à fosses, caïmans).
Les espèces d'oiseaux sont très nombreuses et généralement en populations denses, notamment l'ara hyacinthe, l'aigrette neigeuse, l'aigrette bleue, le jacana noir, le tuyuyu (oiseau symbole du Pantanal), le curicaca ou ibis mandore, le toucan, les oiseaux-mouches dont les plus petits pèsent deux grammes, ainsi que les nandous, les éperviers et le caracará.
Le photographe animalier ou l'ornithologue remarque rapidement à la fois la forte densité d'animaux et la facilité à les approcher sans déclencher de réflexe de crainte (ce qui provient certainement de la combinaison de la faible population humaine et de la longue tradition brésilienne de non-chasse).

## Histoire
La création du parc a répondu aux revendications de la société et de la communauté scientifique pour l'établissement d'une zone de conservation contenant des échantillons significatifs du biome du Pantanal. Le parc a absorbé l'ancienne réserve de Cara-cará, qui dans les années 1980 fut la base d'opérations dans le combat contre les actions des chasseurs de caïmans. Pratiquement son territoire, très insuffisant par ailleurs, est dû à l'achat d'une grande exploitation agricole d'élevage qui se retrouva inondée à la suite des transformations de la région causées par des actions anthropiques diverses.
La région fut jadis occupée par les amérindiens Guatós. Les premiers Européens furent probablement des Espagnols venus de Bolivie aux environs de 1550.